# 梁涛生
梁涛生（？—），江苏南京人，中华人民共和国外交官，曾任中华人民共和国驻佛得角共和国特命全权大使。